# Nicole Jones
Nicole Iris Jones (* 18. August 1963) ist eine bermudische Fußball- (Abwehrspielerin) und Cricketspielerin.
Ihr Sohn Malachi (* 1989) ist ebenfalls ein international erfahrener Cricketspieler.

## Leben
Nicole Jones wurde am 18. August 1963 als Tochter von Winnie Jones geboren und begann ihre Vereinskarriere als Fußballspielerin im Alter von zwölf Jahren beim Young Men’s Social Club (YMSC). Mit 14 Jahren schloss sie sich der Bermuda Athletic Association (BAA) an und spielt um das Jahr 1988 für Telecom in der bermudischen Frauenfußballliga. In diesem Jahr gewann sie auch die erste Auszeichnung als Most Valuable Player (MVP) der Liga. Später spielte sie für das Bermuda Police Team, mit dem sie den bermudischen FA-Cup der Frauen gewann, und war in weiterer Folge von 1997 bis 1999 im bereits fortgeschrittenen Alter für das Frauenfußballteam an der Universitätssportabteilung der St. Thomas University in Miami Gardens im US-Bundesstaat Florida aktiv. Hierbei wurde sie drei Jahre lang in Folge zum Defensive Player of the Year gewählt. Des Weiteren gewann Jones den Coaches Player Award und war um das Jahr 2000 Mannschaftskapitänin der bermudischen Fußballnationalmannschaft. Zwischen 2000 und 2003 spielte sie zudem Fußball auf semiprofessioneller Ebene für die Miami Gliders und danach für Tampa Bay Extreme.
Daraufhin konzentrierte sie sich auf Cricket, wo sie als Middle order Batterin Teil der bermudischen Nationalmannschaft beim Women’s Cricket World Cup Qualifier 2008, dem Qualifikationsturnier zum Women’s Cricket World Cup 2009, war. Hierbei kam sie in den Spielen gegen Südafrika, die Niederlande und Papua-Neuguinea in der ersten Runde, sowie Simbabwe in den nachfolgenden Play-offs zum Einsatz, verlor mit Bermuda jedoch jedes der vier Spiele. Auch das darauffolgende Spiel um Platz 7 gegen Papua-Neuguinea verloren die Frauen aus Bermuda deutlich. Im Mai 2009 nahm sie an der Americas Women’s Championship 2009 in Fort Lauderdale, Florida, teil. Bei diesem Turnier, bei dem die Vereinigten Staaten ihr International-Cricket-Debüt gaben, wurde Jones in den Spielen gegen Argentinien, Kanada und Brasilien eingesetzt. Dies waren ihre letzten Einsätze für die Nationalmannschaft.
Im Zuge des Legends Scholarship programme der Bermuda Football Association (BFA) war Jones eine der fünf Legenden, die im Jahr 2022 eines der Stipendien der BFA stifteten bzw. einem der Stipendien ihren Namen liehen. Das Nicole Jones Scholarship 2022 ging dabei an die Fußballspielerin Koa Goodchild (* 2003), seit 2021 Collegespielerin in den Vereinigten Staaten, sowie seit demselben Jahr bermudische A-Nationalspielerin. Eine Special Mention erhielt Jones bei der Vergabe der Women Special Awards des Young Men’s Social Club im Jahr 2022. Des Weiteren war sie bei der Vergabe der BFA Awards 2022 zugegen.